# Atalanta fugiens
Atalanta fugiens è un'opera letteraria del medico-musicista tedesco Michael Maier (1566-1622), comprendente 50 discorsi filosofici, 50 incisioni a opera di Matthäus Merian e 50 canoni musicali.
L'opera, data alle stampe nel 1617, si configura come un prototipo di ipertesto multimediale, comprendente infatti: discorsi filosofici, immagini e musiche originali.
Il soggetto dell'opera è strettamente alchemico ed ispirato al mito di Atalanta.
L'apparente incomprensibilità complessiva del lavoro di Maier è attribuibile alla frattura nella tradizione di una comunicazione del sapere alchemico dovuta all'emergere di una nuova mentalità "moderna" e "scientifica" tipica del periodo storico successivo a quello vissuto da Maier.

## Il ruolo della musica
L'autore assegna alla musica il ruolo più importante nell'ambito della trattazione. Nelle tre voci delle 50 fughe (si tratta in realtà di canoni a tre voci) vengono rappresentati i tre personaggi principali della vicenda mitologica: Atalanta che fugge (antecedente), Ippomene che insegue (conseguente), e le mele da lui gettate come tenor (tratto probabilmente dal repertorio gregoriano) di base sotteso a tutte le 50 composizioni.
Mai come in questo testo il ruolo della musica ha avuto una valenza alchemica così decisiva: in essa è ripreso e sviluppato in maniera sempre diversa un canto fermo ecclesiastico risalente all’XI-XII secolo, tenendo presenti le caratteristiche tipiche di ogni emblema mitico magistralmente raffigurato in incisione e corredato da un discorso esplicativo: a seconda dei temi trattati si avranno canoni per aumentazione, cancrizzanti o inversi che riescono a sottolineare mirabilmente la qualità e il soggetto del testo cui fanno riferimento. Il mito di Atalanta diventa così non solo un pretesto per simboleggiare la fatica e gli ostacoli della ricerca alchemica, ma anche un ottimo espediente musicale per esprimere il rincorrersi delle tre voci all’interno del canone.

## Esecuzioni pubbliche
- Nel maggio del 2005 è stata realizzata la prima esecuzione scenica dell'opera su regia di Marco Bellussi, presso il Teatro Apollo di Crotone nell'ambito delle manifestazioni del Festival dell'Aurora. In quell'occasione la direzione musicale fu affidata a René Clemencic e gli epigrammi furono declamati dal matematico Piergiorgio Odifreddi.
- È disponibile una versione in notazione moderna delle musiche pubblicata dalle Edizioni musicali Bèrben  di Ancona nel 2006 (ora catalogo ed. Curci Milano "50 canti alchemici "a cura del musicista Davide Bortolai; questa versione è redatta per voce ed accompagnamento di chitarra classica (liuto) allo scopo di facilitare gli eventuali studiosi nella esecuzione ed analisi di queste interessanti melodie: Canti Alchemici (50 canoni tratti dall'Atalanta Fugiens di Michael Maier (a cura di Davide Bortolai) edizioni Berben Ancona 2006.

## Galleria di immagini
Si tratta delle 50 incisioni di Atalanta Fugiens, opera dell'incisore svizzero Matthäus Merian, il Vecchio (1593-1650), forse il massimo, il più noto senz'altro tra gli incisori alchemici. Le incisioni, gli emblemi, portano spessore immaginativo, ottico, al "sogno" della comprensione ermetica, operando con un modello iconologico d'indole, più che di data, barocca. Si tratta d'incisioni che, com'è d'uso nell'epoca, offrono una solida fedeltà al dettato dell'epigramma, traducendo obbedientemente in immagini, fotografando per così dire, la velata lettera del testo e non lo spirito intimo, lasciato all'arguzia caritatevolmente intellettiva del lettore. Queste incisioni raffigurano e rappresentano simboli della teosofia, dell'alchimia, della cabala e della mitologia.

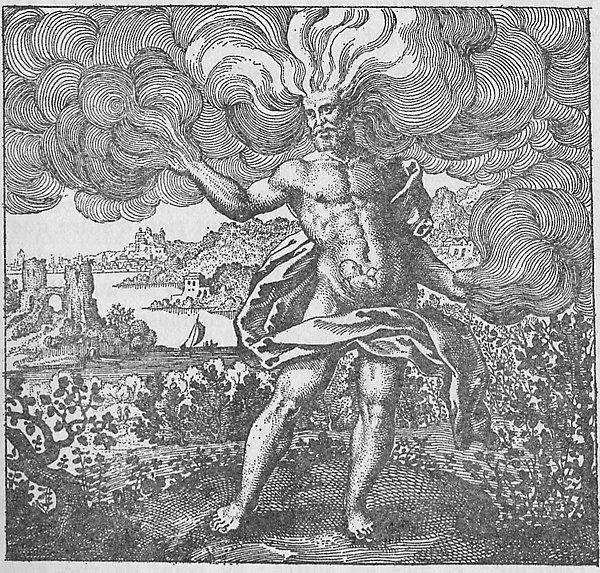
Atalanta Fugiens; 1612 Emblema 01
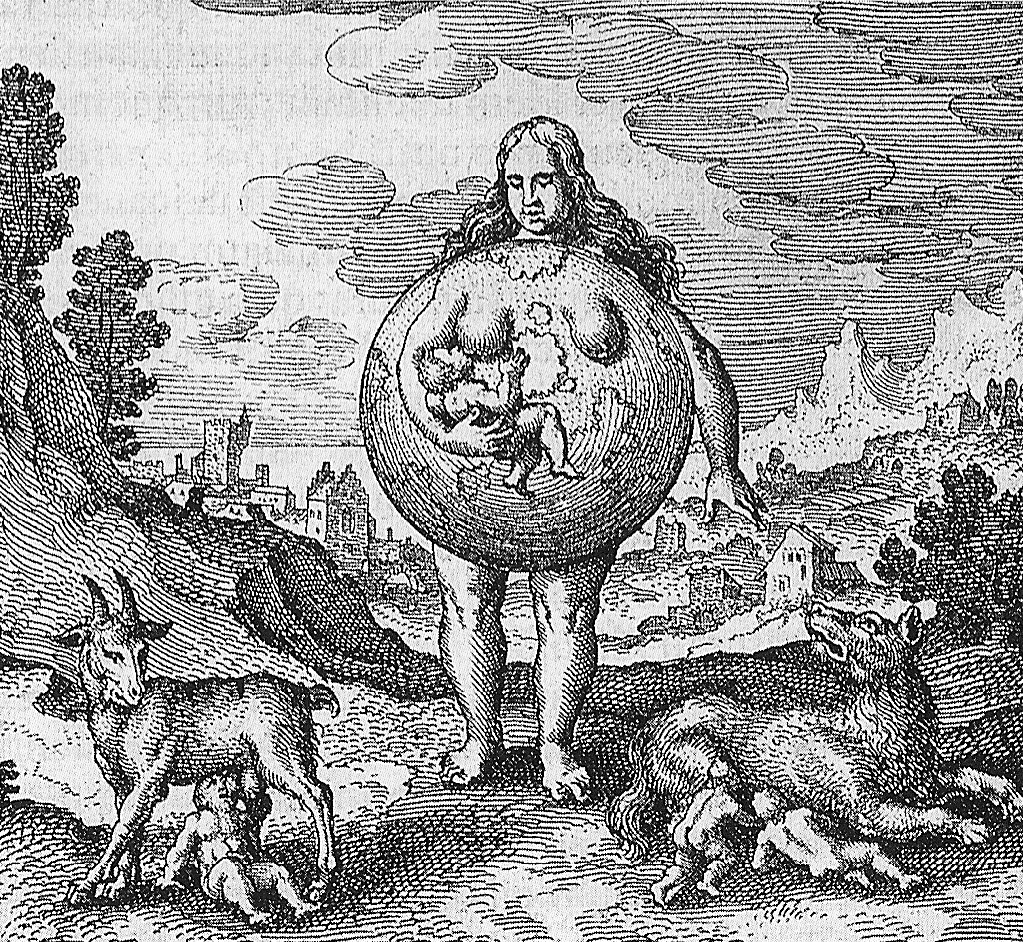
Atalanta Fugiens; 1612 Emblema 02
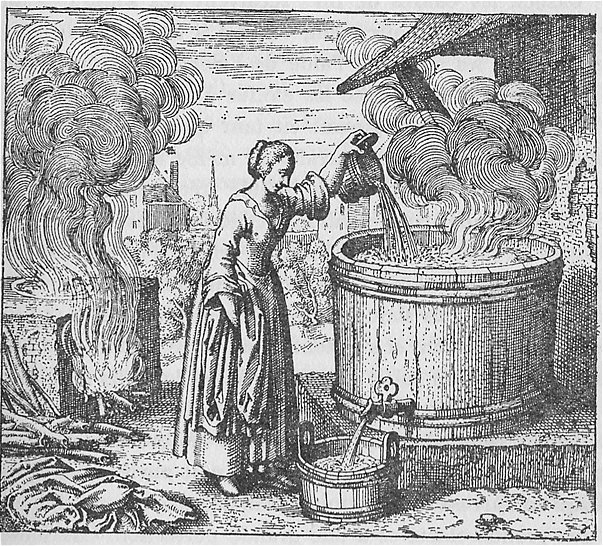
Atalanta Fugiens; 1612 Emblema 03
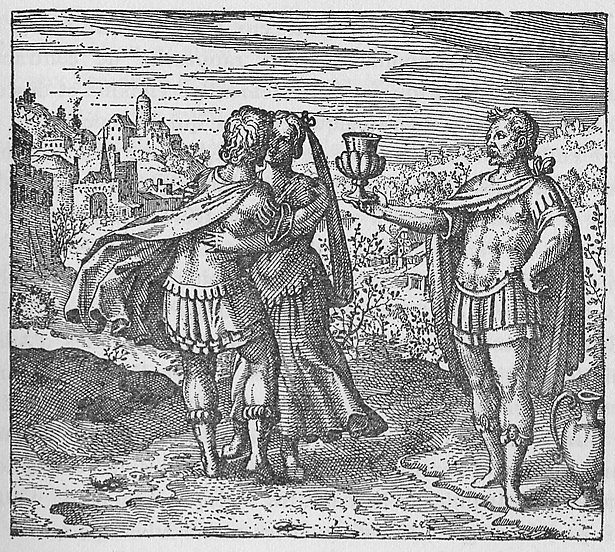
Atalanta Fugiens; 1612 Emblema 04
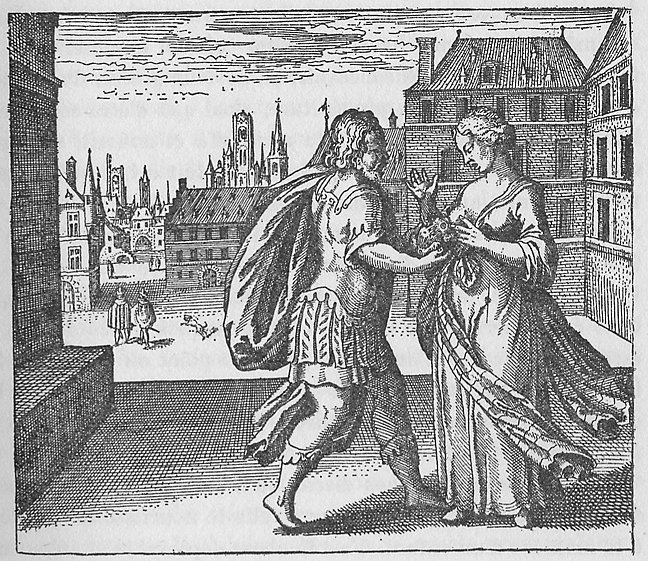
Atalanta Fugiens; 1612 Emblema 05
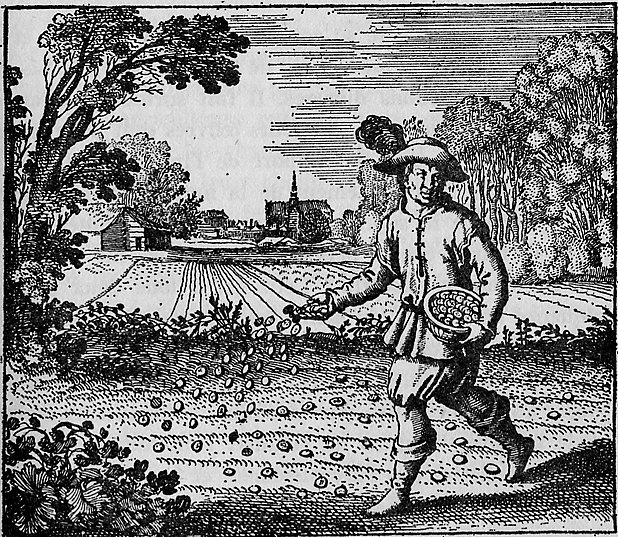
Atalanta Fugiens; 1612 Emblema 06
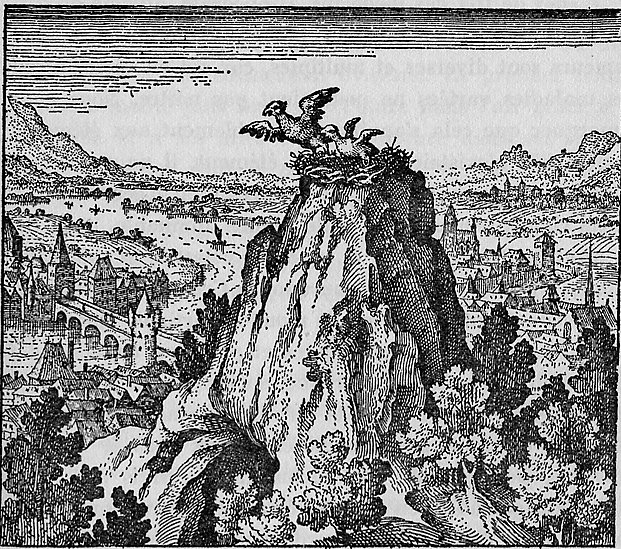
Atalanta Fugiens; 1612 Emblema 07
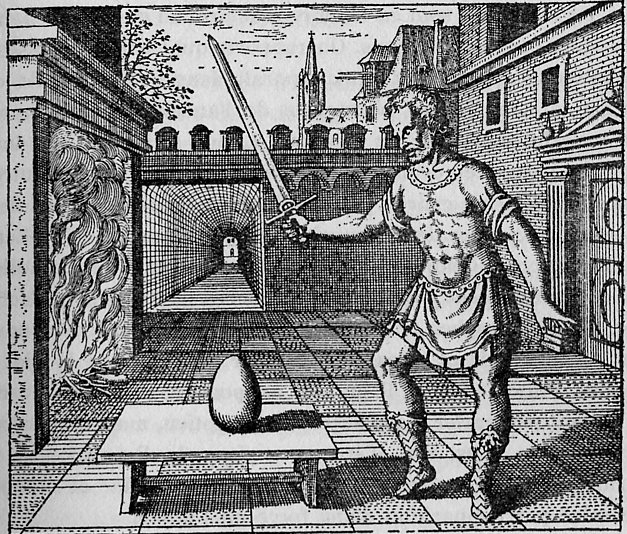
Atalanta Fugiens; 1612 Emblema 08
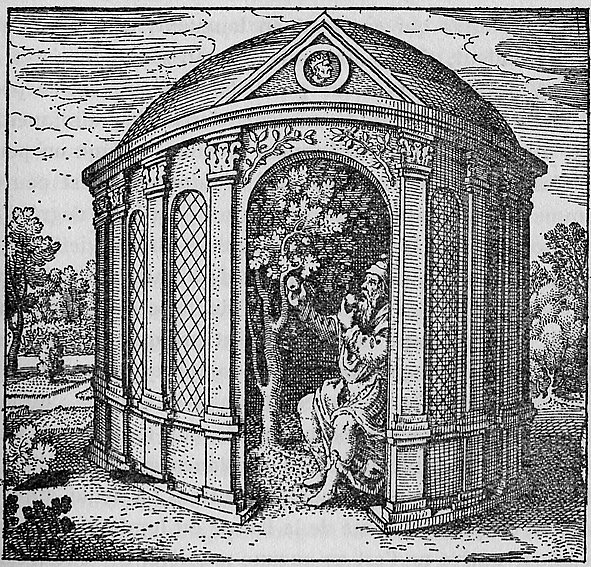
Atalanta Fugiens; 1612 Emblema 09
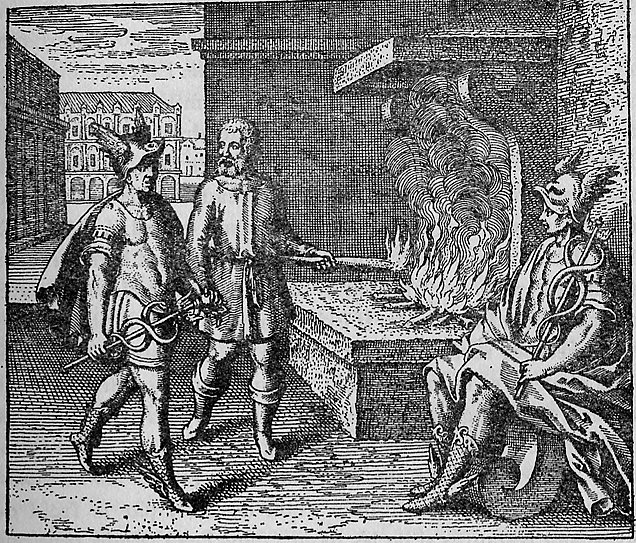
Atalanta Fugiens; 1612 Emblema 10
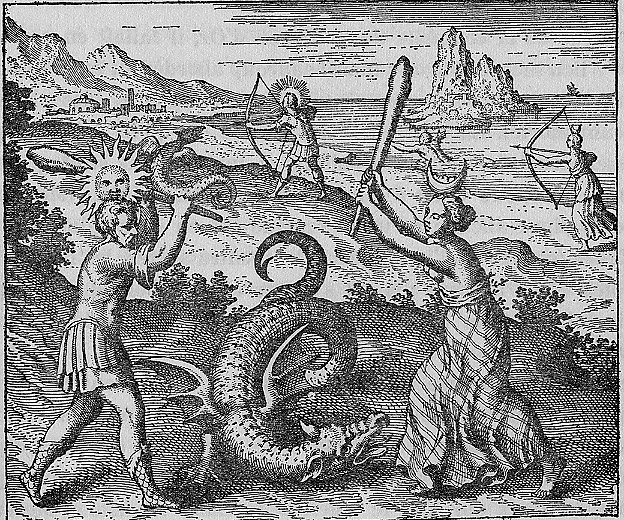
Atalanta Fugiens; 1612 Emblema 11
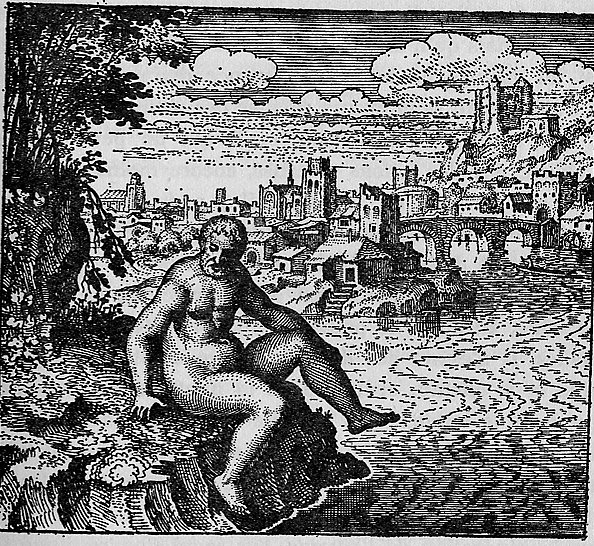
Atalanta Fugiens; 1612 Emblema 13
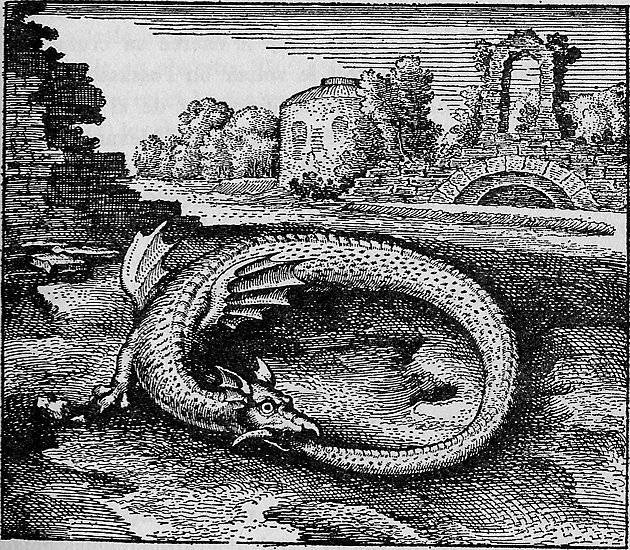
Atalanta Fugiens; 1612 Emblema 14
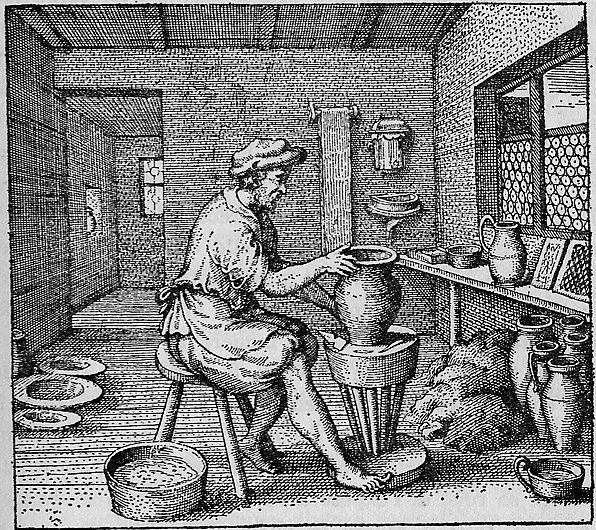
Atalanta Fugiens; 1612 Emblema 15
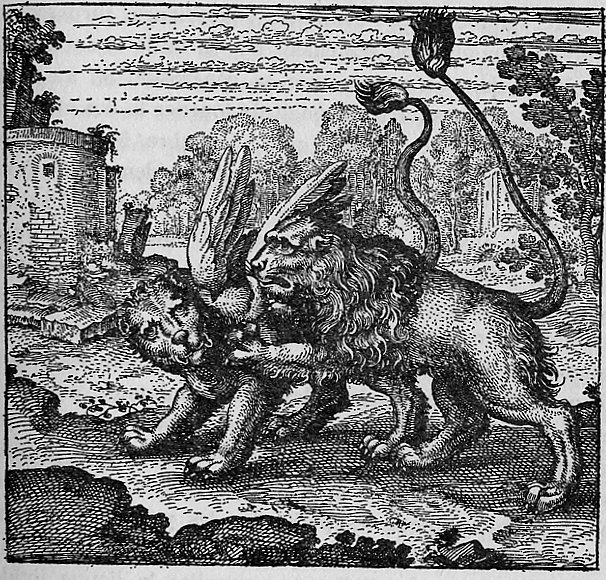
Atalanta Fugiens; 1612 Emblema 16
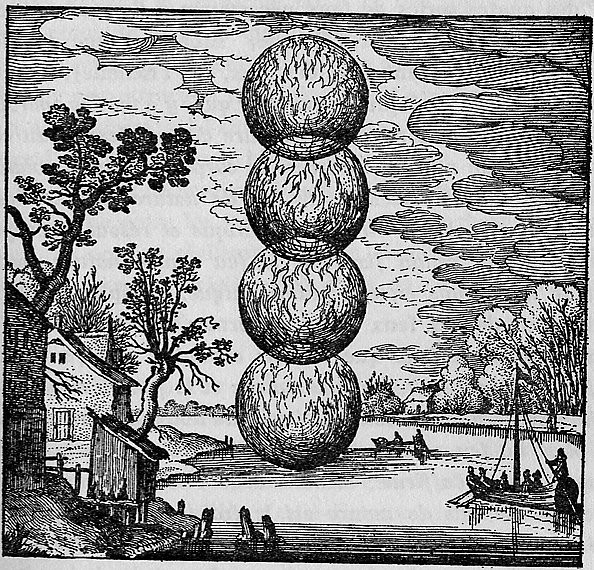
Atalanta Fugiens; 1612 Emblema 17
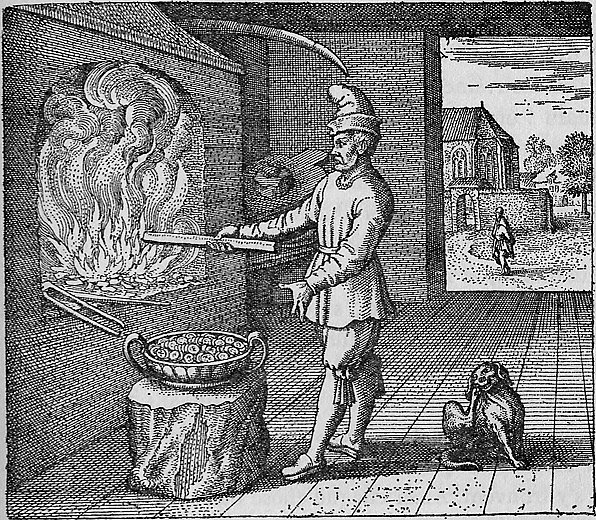
Atalanta Fugiens; 1612 Emblema 18
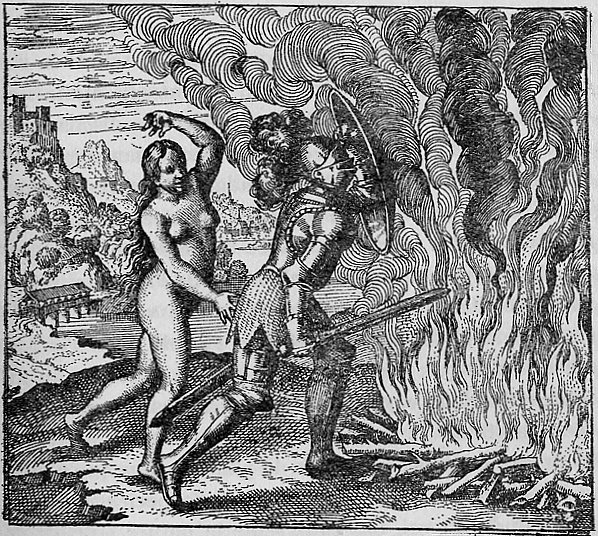
Atalanta Fugiens; 1612 Emblema 20
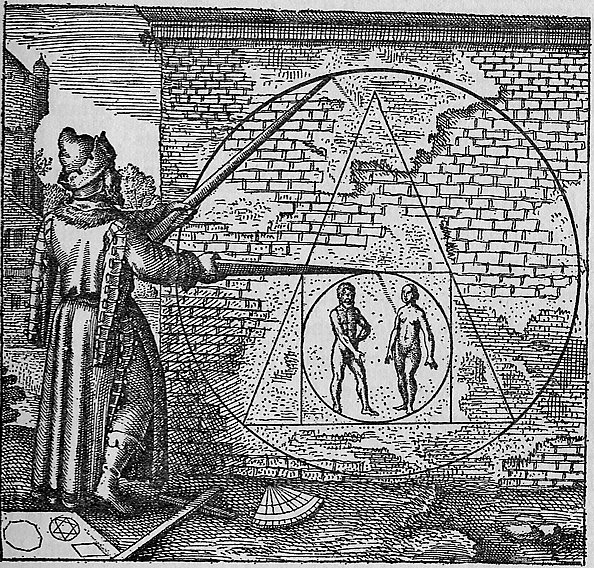
Atalanta Fugiens; 1612 Emblema 21
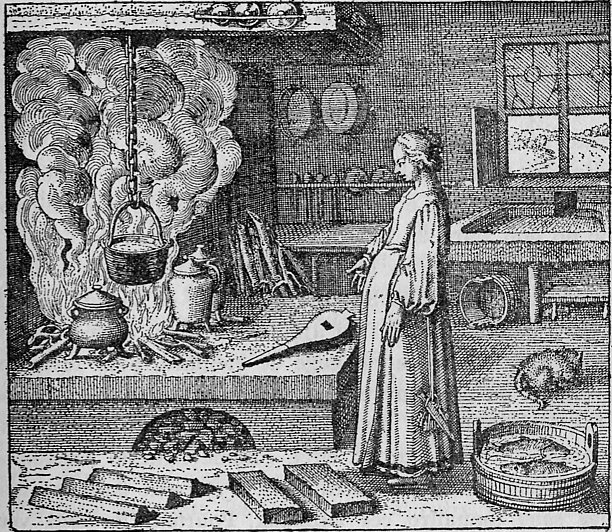
Atalanta Fugiens; 1612 Emblema 22
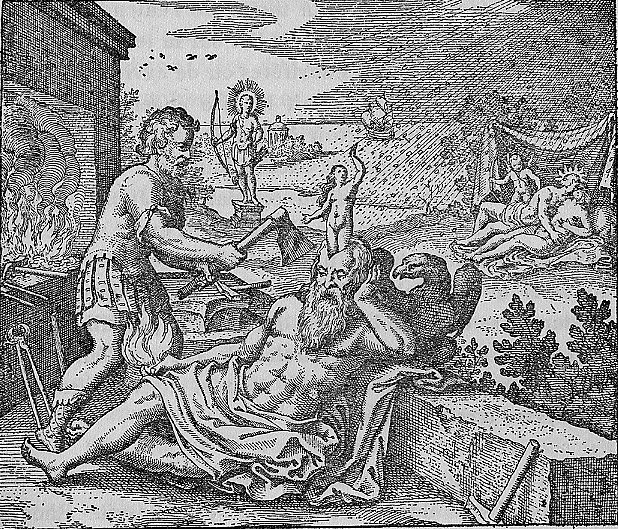
Atalanta Fugiens; 1612 Emblema 23
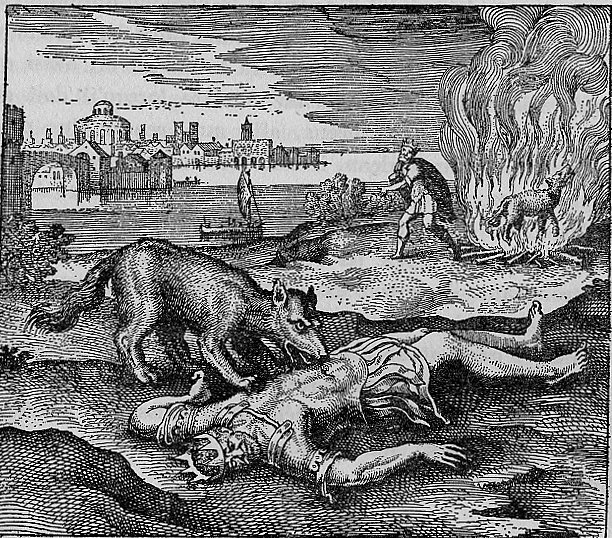
Atalanta Fugiens; 1612 Emblema 24
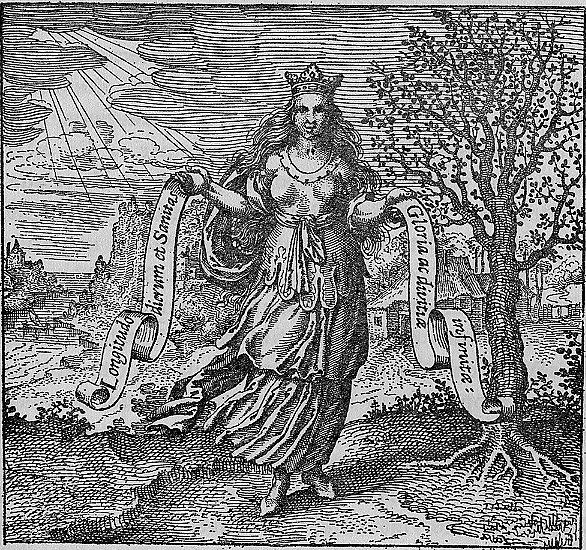
Atalanta Fugiens; 1612 Emblema 26
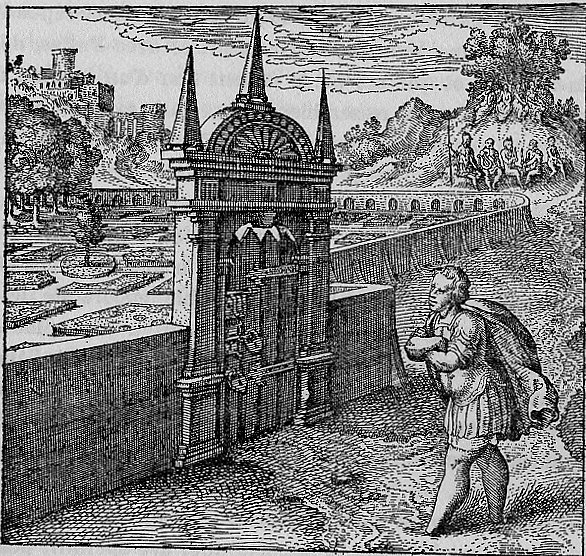
Atalanta Fugiens; 1612 Emblema 27
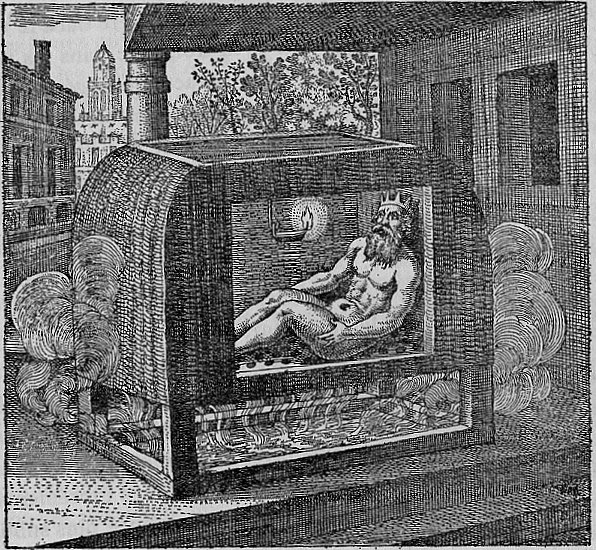
Atalanta Fugiens; 1612 Emblema 28
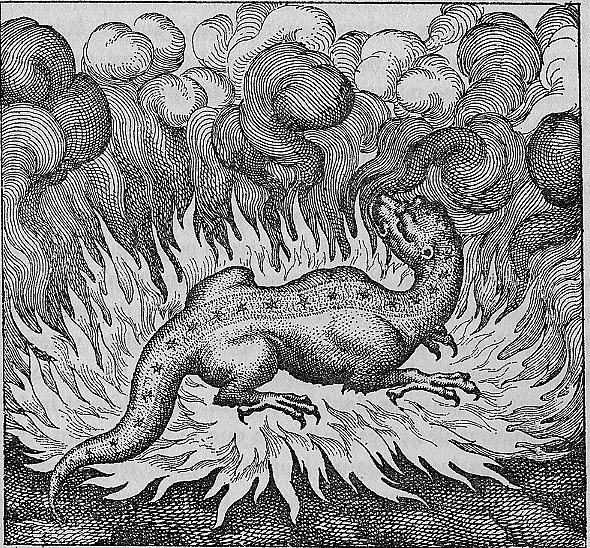
Atalanta Fugiens; 1612 Emblema 29
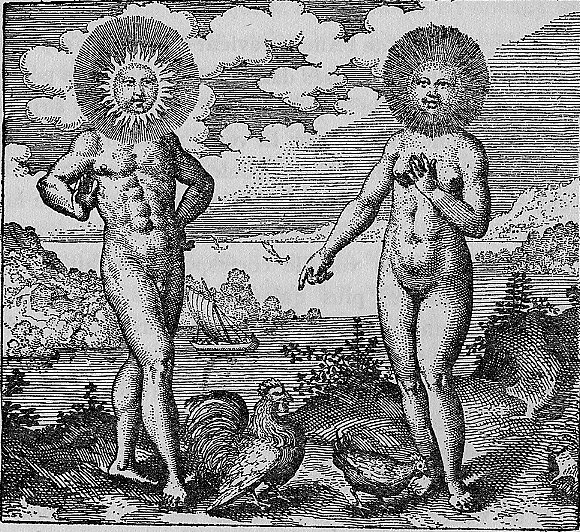
Atalanta Fugiens; 1612 Emblema 30
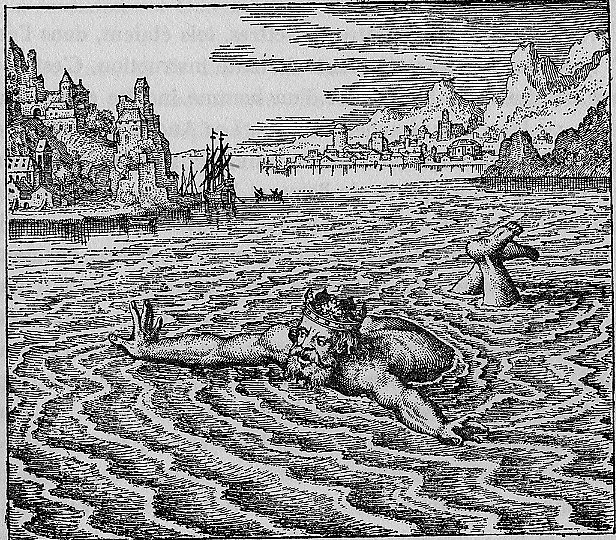
Atalanta Fugiens; 1612 Emblema 31
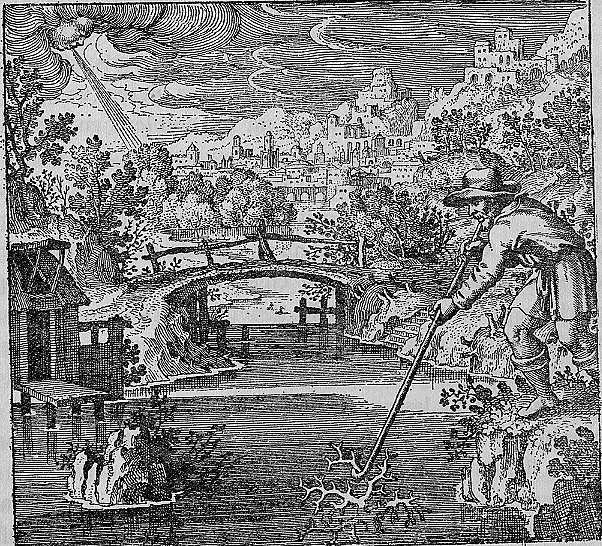
Atalanta Fugiens; 1612 Emblema 32
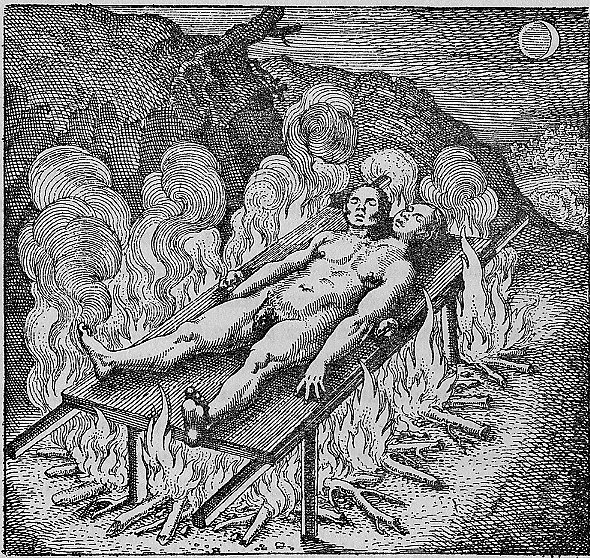
Atalanta Fugiens; 1612 Emblema 33
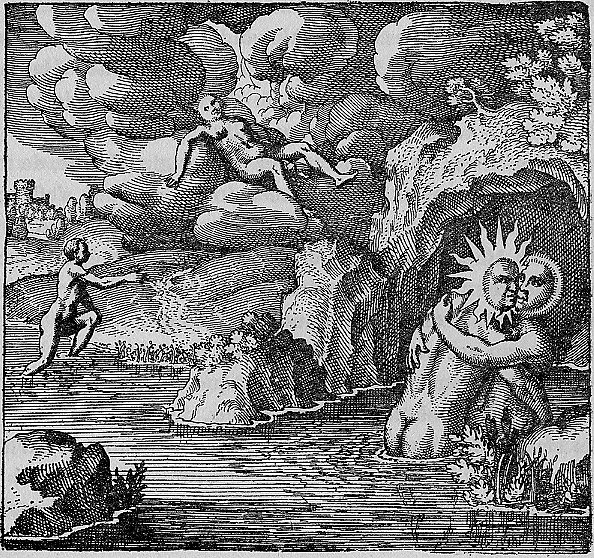
Atalanta Fugiens; 1612 Emblema 34
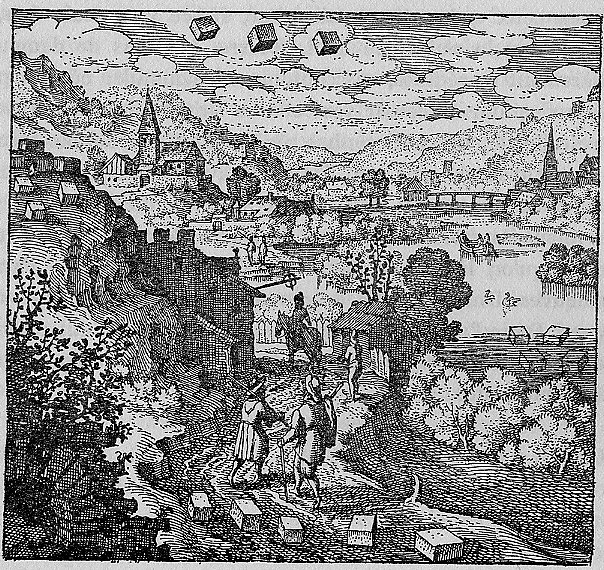
Atalanta Fugiens; 1612 Emblema 36
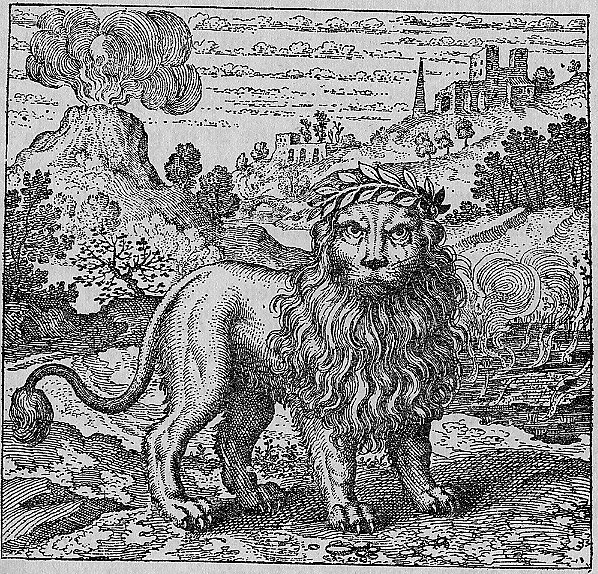
Atalanta Fugiens; 1612 Emblema 37
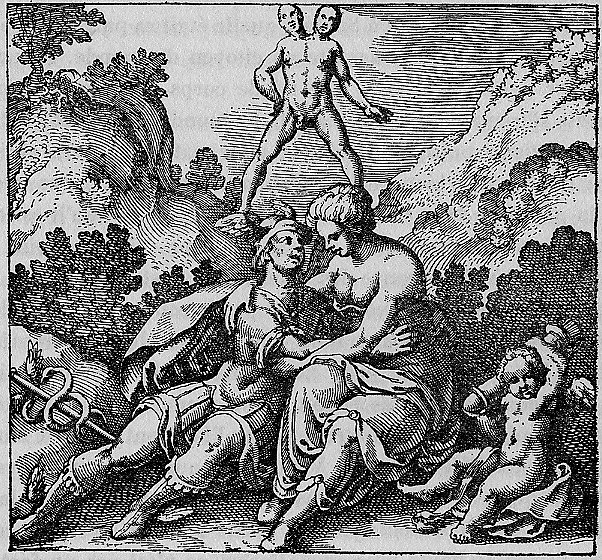
Atalanta Fugiens; 1612 Emblema 38
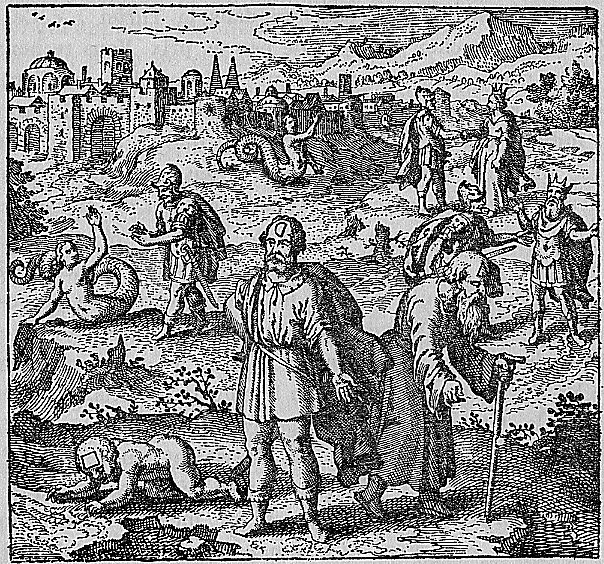
Atalanta Fugiens; 1612 Emblema 39
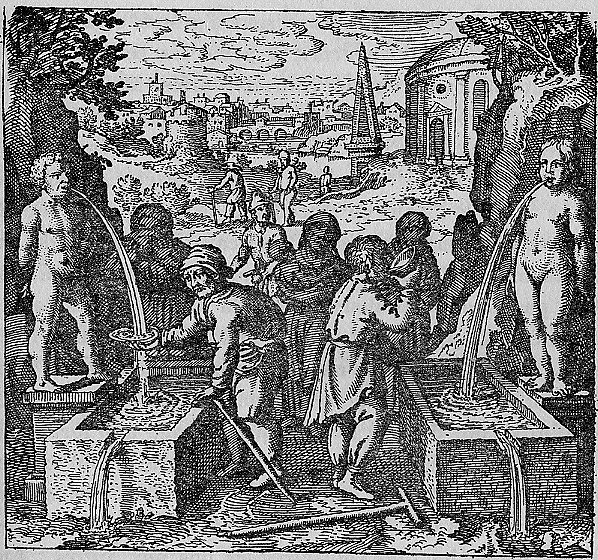
Atalanta Fugiens; 1612 Emblema 40
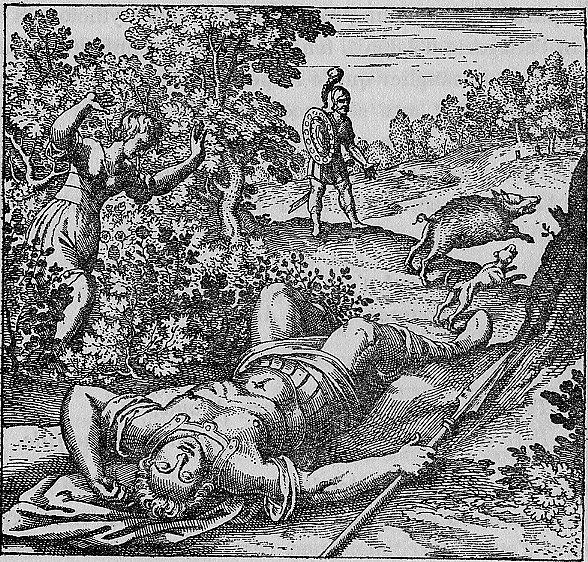
Atalanta Fugiens; 1612 Emblema 41
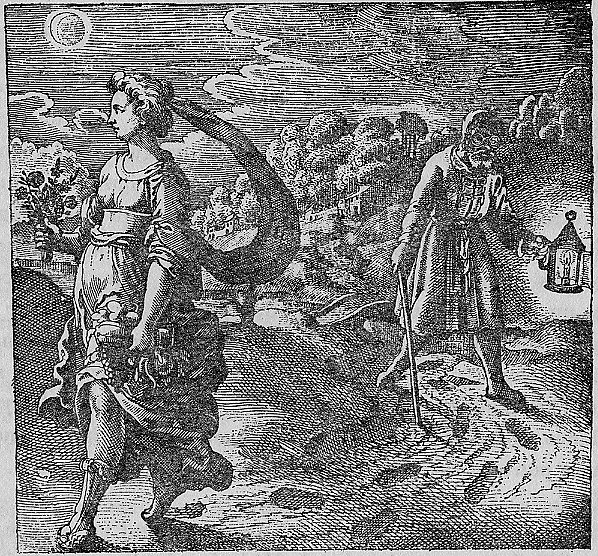
Atalanta Fugiens; 1612 Emblema 42
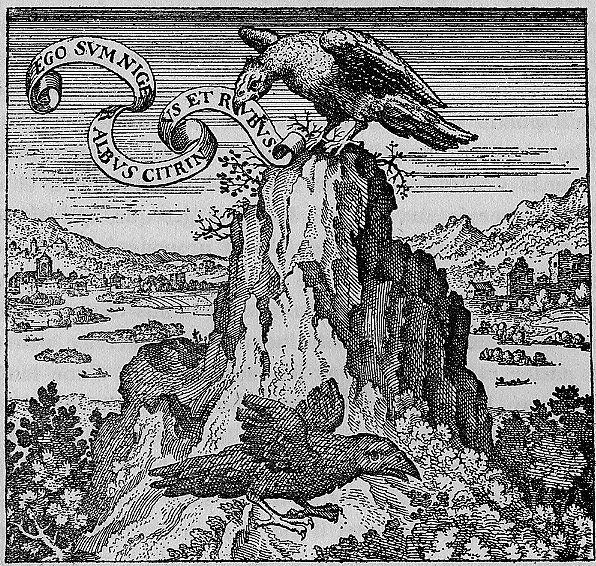
Atalanta Fugiens; 1612 Emblema 43
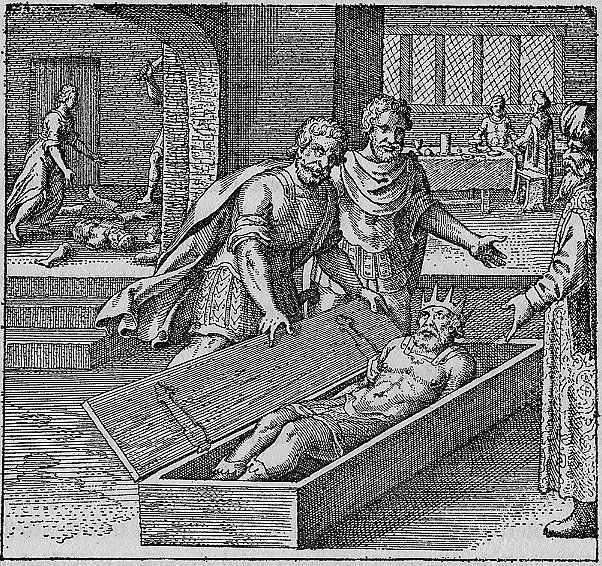
Atalanta Fugiens; 1612 Emblema 44
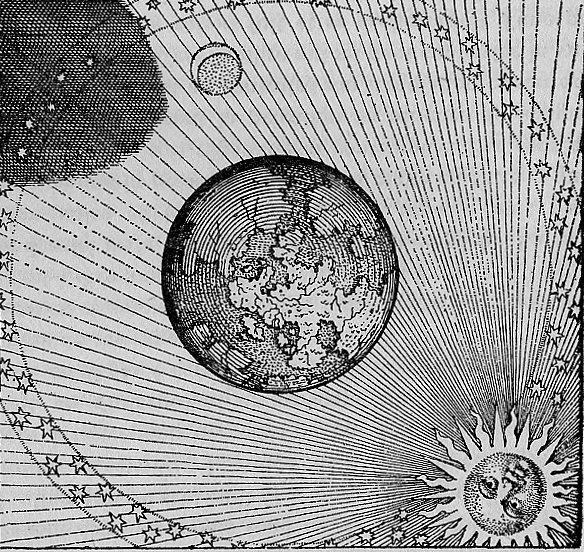
Atalanta Fugiens; 1612 Emblema 45
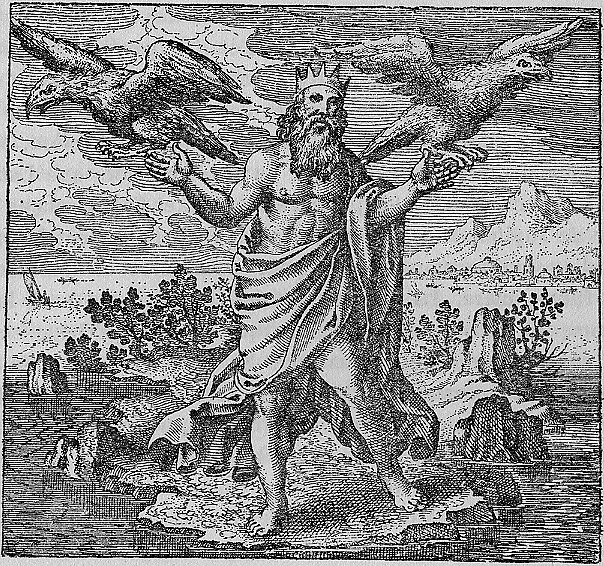
Atalanta Fugiens; 1612 Emblema 46
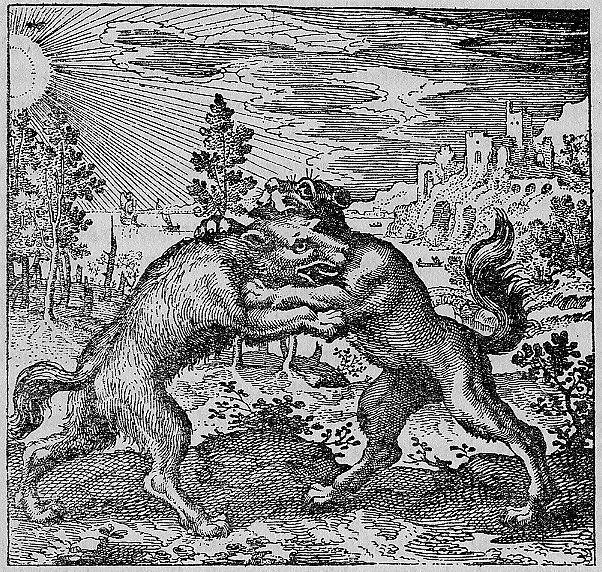
Atalanta Fugiens; 1612 Emblema 47
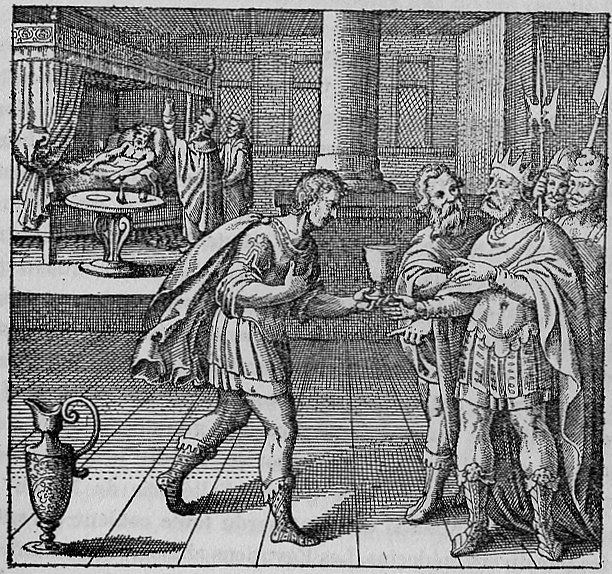
Atalanta Fugiens; 1612 Emblema 48
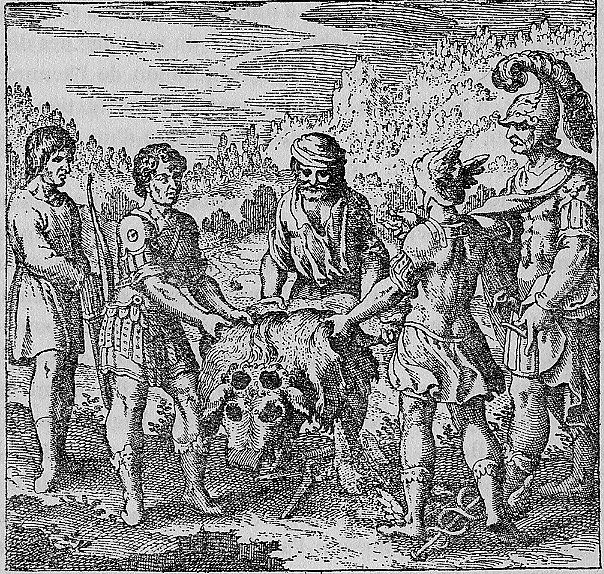
Atalanta Fugiens; 1612 Emblema 49
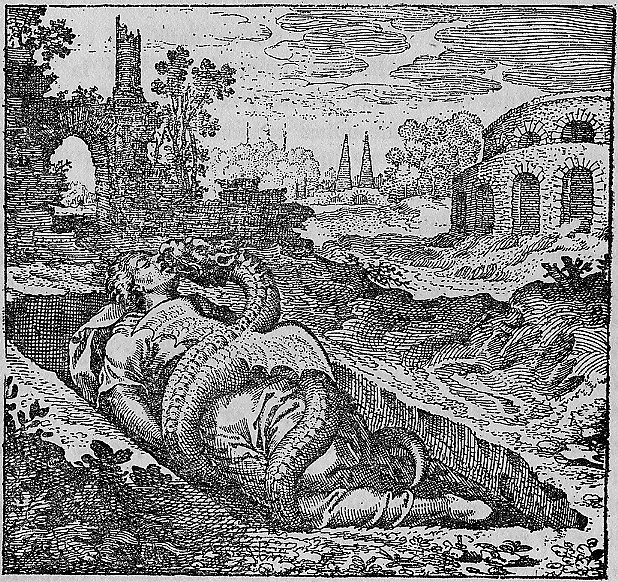
Atalanta Fugiens; 1612 Emblema 50